# Giuliano Prini (S 523)
Il Giuliano Prini (S 523) è un sommergibile della Marina Militare appartenente alla 3ª serie della Classe Sauro. Costruito nei cantieri di Monfalcone, impostato il 30 luglio 1987 e varato il 14 dicembre dello stesso anno, è stato consegnato alla Marina il 17 maggio 1989. 
Il varo in realtà previsto per il 12 dicembre 1987 non venne effettuato per uno sciopero delle maestranze. Alla cerimonia partecipò quale madrina del battello la signora Giovanna Prini in Sette, figlia del tenente di vascello Giuliano Prini.
Il battello, in servizio di base a Taranto, tra il 2001 e il 2004 è stato sottoposto a radicali lavori che hanno interessato la piattaforma e il sistema di combattimento.
L'unità prende il nome dal tenente di vascello Giuliano Prini, decorato durante la seconda guerra mondiale di medaglia d'oro al valor militare. Giuliano Prini comandante del sommergibile Malaspina prestando servizio nella base di Betasom a Bordeaux, compì missioni in Atlantico, venendo poi affondato nel settembre 1941.